# Příznakovost
Příznakovost je sémiotický pojem, který popisuje asymetrické rozložení informace mezi členy jazykové opozice. Tato asymetrie je využívána především při signalizaci binárních protikladů. Považujeme-li jeden člen za základní, pak druhý člen se bude lišit tím, že má nějaký atribut (rys) navíc. Člen s přidaným rysem pak považujeme za příznakový.
Příznakovost je podle funkcionální jazykovědy charakteristickou vlastností výstavby přirozeného jazyka. Základní člen nemusí být, a tudíž není explicitně signalizován, stačí signalizovat člen příznakový. V souladu s tímto principem je např. skutečnost, že kladná věta nemusí být zvlášť označena jako kladná, kdežto záporná věta ano. Záporná věta má alespoň jeden záporný výraz, popř. i jiné příznaky. Asymetrie příznakovosti je tak základem jazykové ekonomie. M. A. K. Halliday chápe příznakovost jako důsledek frekvenční asymetrie. Základní, tj. nepříznakový, člen se vyskytuje častěji. Důsledkem toho mívá kratší realizaci.
Teorie příznakovosti je jedním z přínosů pražské školy (viz Pražský lingvistický kroužek). V generativistické literatuře je příznakovost formulována obecněji jako princip „úplné interpretace“ (Full Interpretation),
který stanoví, že je nutno eliminovat přebytečné prvky.